# Powiat Naka (Tokushima)
Powiat Naka (jap. 那賀郡 Naka-gun) – powiat w Japonii, w prefekturze Tokushima. W 2024 roku liczył 6721 mieszkańców.

## Miejscowości
- Naka